# Джуліет Мітчел
Джуліет Мітчел — британська авторка, соціалістична феміністка та психоаналітик.

## Біографія
Джуліет Мітчел — народилась 4 жовтня 1940 року у місті Крайстчерч, що в Новій Зеландії. 1944 року переїхала до Англії, де проживала з бабусею і дідусем. У 1962 році отримала освіту зі спеціальності англійська мова у Коледжі Святої Анни в Оксфорді. Викладала літературу Англії 3 1962 по 1970 роки в університеті Лідса та Редінга. Наразі, пише дві книги на основі її дослідження, що включало вивчення Шекспіра, братів та сестер і їхніх стосунків, теоретичного дослідження ролі трамви та «закон матері» в стосунках з братами і сестрами.
В 1960-х роках була активною в русі «нових лівих» та входила до редакції журналу New Left Review.

## Кар'єра
Мітчел отримала миттєву увагу від медіа через її новаторську статтю «Жінки: найдовша революція» опубліковану в журналі «New Left Review» (1966), у якій вона стверджувала, що хоча положення жінки у виробничих відносинах і має ключове значення, розуміння нерівності потребує аналізу того, яким чином пригнічення конструюється у підсвідомості, і прийняття стає частиною жіночого «Я».
Вона професор психоаналізу в Коледжі Ісуса і заснувала центр гендерних студій в Кембриджському університеті. У 2010 році зайняла позицію директора розширеної докторської школи у психоаналітичних студіях в Університетському коледжі Лондона. Наразі входить до редакційної ради журналу «Гендерні дослідження».

## «Психоаналіз і фемінізм»
Мітчел найбільш знана завдяки її праці «Психоаналіз і фемінізм: Фройд, Рейх, Лейнг» (1974), у якій вона намагалась примирити психоаналіз та фемінізм в час, коли вони вважались несумісними. У цій книзі вона погоджується з ідеєю Жака Лакана про символичну конструкцію, яка лежить в основі гендерної ідентичності. Вона вбачала асиметричний погляд Фрейда на маскулінність і фемінність як відображення реалій патріархальної культури і намагалась використати його критику фемінності, щоб критикувати патріархат.
Важлива частина твердження «Психоаналізу та фемінізму» — це те, що марксизм передбачає модель, в якій можуть з‘явитися непатріархальні структури для виховування дітей.
Перша частина книги містить реінтерпретацію тез Фрейда, проте вона радше освітлює власне бачення дотичності психоаналізу до фемінізм, ніж розкриває «істинні» погляди Фрейда. Авторка у своїй праці торкається «болючих точок» фемінізму і психоаналізу: стать, політика й сім'я, Едипів комплекс — усі ці теми гостро постають для тих, хто відокремлює вчення Фрейда від фемінізму.

### Монографії
- «Жіноча власність» (1971)
- «Психоаналіз і фемінізм: Фрейд, Рейх, Лейнг і жінки» (1974)
- «Жінки: найдовша революція» (1984)
- «Mad Men and Medusas: Reclaiming Hysteria» (2000)
- «Siblings: Sex and Violence» (2003).